# Quận Hampshire, Massachusetts
Quận Hampshire là một quận ở tiểu bang Massachusetts, Hoa Kỳ. 

## Dân số
Theo điều tra dân số [2] năm 2000, quận đã có 152.251 người, 55.991 hộ, và 33.818 gia đình sống trong quận này. Mật độ dân số là 288 người trên một dặm vuông (111/km ²). Có 58.644 đơn vị nhà ở với mật độ trung bình là 111 dặm vuông (43/km ²). Thành phần dân tộc của dân cư trong quận gồm 91,10% người da trắng, 1,96% người da đen hay Mỹ gốc Phi, 0.19% người thổ dân Mỹ, 3,40% người châu Á, Thái Bình Dương 0.05%, 1.50% từ các dân tộc khác, và% 1,80 từ hai hay nhiều dân tộc. 3,42% dân số là người Hispanic hay Latino thuộc chủng tộc nào. 14,7% là gốc Ireland, Ba Lan 12,8%, 9,6% tiếng Anh, Pháp 9,5%, 8,5% người Canada Pháp, Ý và 6,9% 6,4% của Đức tổ tiên theo điều tra dân số năm 2000. 88,8% nói tiếng Anh, 3,4% nói tiếng Tây Ban Nha, tiếng Pháp 1,7% và 1,4% tiếng Ba Lan là ngôn ngữ đầu tiên.
Có 55.991 hộ, trong đó 28,20% có trẻ em dưới 18 tuổi sống chung với họ, 47,40% là các cặp vợ chồng sống với nhau, 9,80% có chủ hộ là nữ không có mặt chồng, và 39,60% là không lập gia đình. 28,60% của tất cả các hộ gia đình đã được tạo thành từ các cá nhân và 10,20% có người sống một mình 65 tuổi trở lên đã được người. Bình quân mỗi hộ là 2,39 và gia đình kích thước trung bình là 2,96.
Trong quận có dân số với 19,60% ở độ tuổi dưới 18, 19,30% 18-24, 26,80% 25-44, 22,20% 45-64, và 12,00% 65 tuổi trở lên. Tuổi trung bình là 34 năm. Cứ mỗi 100 nữ có 87,40 nam giới. Cứ mỗi 100 nữ 18 tuổi trở lên, có 83,90 nam giới.
Thu nhập trung bình cho một hộ gia đình trong quận đã được 46.098 USD, và thu nhập trung bình cho một gia đình là 57,480 đô la Mỹ. Nam giới có thu nhập trung bình 39.327 USD so với 30.362 USD cho phái nữ. Thu nhập trên đầu cho các quận được 21,685 USD. Giới 5,10% gia đình và 9,40% dân số sống dưới mức nghèo khổ, trong đó có 8,20% của những người dưới 18 tuổi và 6,70% có độ tuổi từ 65 trở lên.